# 縫線核

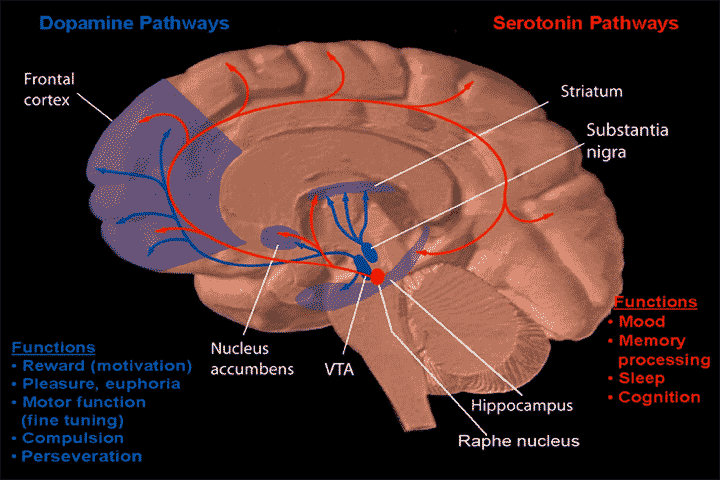
ヒト脳におけるドーパミン（青）並びにセロトニン（赤）神経の分布

縫線核（ほうせんかく）とは脊椎動物の脳幹にある神経核の一つである。大きく吻側核群、背側縫線核、 尾側核群に細分類される。睡眠覚醒・歩行・呼吸などのパターン的な運動や注意・報酬などの情動や認知機能にも関与する。その投射は脳全体にわたっている。生化学的にはセロトニンを含む細胞が存在するのが大きな特徴である。